# Mistrzostwa Rumunii w piłce nożnej (1930/1931)
Mistrzostwa Rumunii 1930/1931 – 19. sezon najwyższej klasy rozgrywkowej w Rumunii. Tytuł zdobyła drużyna UDR Reșița, pokonując w finale zespół Hermannstädter Turnverein. Mistrzostwa były rozgrywane systemem pucharowym.

## Uczestnicy
| Region   | Drużyna                   |
| -------- | ------------------------- |
| Północ   | Crișana Oradea            |
| Wschód   | Makkabi Czerniowce        |
| Południe | Prahova Ploeszti          |
| Centrum  | Hermannstädter Turnverein |
| Zachód   | UDR Reșița                |

## Rozgrywki

### Runda wstępna
| Gospodarz      | – | Gość                      | Wynik     |
| -------------- | - | ------------------------- | --------- |
| Crișana Oradea | – | Hermannstädter Turnverein | 4:6 (1:3) |

### Półfinały
| Gospodarz                 | – | Gość               | Wynik     |
| ------------------------- | - | ------------------ | --------- |
| Prahova Ploeszti          | – | UDR Reșița         | 2:3 (1:1) |
| Hermannstädter Turnverein | – | Makkabi Czerniowce | 4:2 (3:0) |

### Finał
| Gospodarz  | – | Gość                      | Wynik     |
| ---------- | - | ------------------------- | --------- |
| UDR Reșița | – | Hermannstädter Turnverein | 2:0 (1:0) |